# Rodrigo Anes de Sá
Rodrigo Anes de Sá (c. 1324 - a. 1385) foi um nobre português.

## Família
D. Rodrigo Anes de Sá era filho de João Afonso de Sá (c. 1300 - ?), Cavaleiro Fidalgo, Senhor da Honra de Sá, Senhor Consorte da Honra de Germude e Padroeiro da Igreja de São Miguel de Germude e Senhor da Igreja de Santiago de Antas, e de sua mulher Maria Martins (de Germude), a qual devia ser filha de Egas Martins de Germude e sua mulher Inês Esteves, já falecidos a 26 de Abril de 1351, neto paterno de Afonso Martins de Sá (c. 1275 - d. 16 de Dezembro de 1346), Escudeiro e morador em São Tiago de Gavião, em Vermoim, quando, a 16 de Dezembro de 1346, renunciou a favor da Igreja de Fornelos os seus direitos de Padroado, e de sua mulher, e bisneto por varonia de Martim Fernandes de Sá, Cavaleiro Fidalgo, que terá sido o primeiro deste nome, que tomou por ser Senhor da Honra e Quintã de Sá, em Santa Eulália de Barrosas de Riba de Vizela, se bem que, no reinado de D. Dinis I de Portugal, já se documentem outros indivíduos com este nome, e de sua mulher Maria Anes Varzim.

## Biografia
Foi o 1.º Senhor de Gaia de juro e herdade a 20 de Abril de 1357 por mercê de D. Afonso IV de Portugal. Entre outras coisas, exerceu o cargo de Embaixador de Portugal a Roma, aos Estados Pontifícios, ao Papa Gregório XI.
Foi Rico-Homem e Alcaide do rei D. Pedro I de Portugal.
D. Fernando I de Portugal confirmou-lhe as rendas, os direitos e o Castelo de Gaia e o escambo que fez com Beatriz Aires sobre a Quintã de Sá.

## Casamentos e descendência
Casou primeira vez cerca de 1349 com Mécia Peres de Avelar (c. 1325 - 1354), filha de Estêvão Peres de Avelar e de sua mulher Teresa Anes de Pinho, da qual teve duas filhas: 
- Constança Rodrigues de Sá (1350-3 - 1???), referida mas não nomeada na lista do Mosteiro de Pedroso de 1363 e na lista do Mosteiro de Grijó de 1365, solteira e sem geração
- Aldonça Rodrigues de Sá (1354 - d. 1422), Abadessa do Mosteiro de Rio Tinto, de Freiras Beneditinas, a qual teve dois filhos da sua relação com D. Martim Afonso de Sousa, o da Batalha Real (c. 1343 - 1405-15), rico-Homem, 5.º senhor de Santo Estêvão e 2.º senhor de Mortágua de juro e herdade

Casou segunda vez em Roma cerca de 1354 com Cecilia Colonna (c. 1337 - 1???), filha de Giovanni Colonna, canónico de Brescia e Canónico de São João de Latrão em 1325, deposto, e de sua mulher (1331) Orsina Orsini (c. 1301 - ), Nobre Romana, viúva de seu primo (casados em 1317) Pandolfo dell'Anguillara, Conde dell'Anguilara, neta paterna  de Sciarra Colonna, meia-prima-irmã de D. Agapito Colonna, Cardeal-Bispo de Lisboa, e parente de Jacques Colonna (Giacomo Colonna) (? - 1341), Bispo de Lombez, na Biscaia, protector de Francesco Petrarca, da qual teve um filho: 
- João Rodrigues de Sá, o das Galés (c. 1350 - ?) casado com Isabel Lopes Pacheco, filho Rodrigo Anes de Sá (1380 +..),

casado com Luísa de Barros de Miranda, filha: Filipa de Sá, casada com João Goncalves de Miranda: filho, Rui de Sá]],
casado com Branca de Lemos: filho,  Martim de Sa, casado com Anes de Sá: filha, Filipa de Sá, casada com Gonçalo Correia em 1510, origem de la familia Correia de Sa.
Casou terceira vez em 1364 com Beringeira Anes do Vale, sem geração.